# Pattinaggio di figura alla XXVII Universiade invernale
Le gare di pattinaggio di figura della XXVII Universiade invernale si sono svolte allo Universiade Igloo di Granada, in Spagna, tra il 4 e l'8 febbraio 2015.

## Vincitori
| Evento                     | Oro                              | Punteggio | Argento                              | Punteggio | Bronzo                         | Punteggio |
| Singolo maschile dettagli  | Peter Liebers                    | 223.74    | Takahiko Kozuka                      | 217.70    | Artur Gačinskij                | 216.59    |
| Singolo femminile dettagli | Alëna Leonova                    | 182.85    | Maé-Bérénice Méité                   | 171.54    | Marija Artem'eva               | 170.24    |
| Coppie dettagli            | Yu Xiaoyu / Jin Yang             | 181.92    | Kristina Astachova / Aleksej Rogonov | 174.87    | Vanessa James / Morgan Ciprès  | 168.19    |
| Danza su ghiaccio dettagli | Charlène Guignard / Marco Fabbri | 164.98    | Sara Hurtado / Adrià Díaz            | 163.56    | Federica Testa / Lukáš Csölley | 142.76    |

## Medagliere
| Posiz. | Nazione    | Oro | Argento | Bronzo | Totale |
| ------ | ---------- | --- | ------- | ------ | ------ |
| 1      | Russia     | 1   | 1       | 2      | 4      |
| 2      | Cina       | 1   | 0       | 0      | 1      |
| 2      | Germania   | 1   | 0       | 0      | 1      |
| 2      | Italia     | 1   | 0       | 0      | 1      |
| 5      | Francia    | 0   | 1       | 1      | 2      |
| 6      | Giappone   | 0   | 1       | 0      | 1      |
| 6      | Spagna     | 0   | 1       | 0      | 1      |
| 8      | Slovacchia | 0   | 0       | 1      | 1      |
| Totale | Totale     | 4   | 4       | 4      | 12     |